# حشره‌خوار گوش‌کوچک سرگردان
 حشره‌خوار گوش‌کوچک سرگردان (نام علمی: Cryptotis montivaga) نام یک گونه از سرده حشره‌خوار گوش‌کوچک است.